# Distré
Distré ist eine französische Gemeinde mit 1.812 Einwohnern (Stand: 1. Januar 2022) im Département Maine-et-Loire in der Region Pays de la Loire. Sie gehört zum Arrondissement Saumur und zum Kanton Saumur. Die Einwohner werden Distréens genannt.

## Geographie
Distré liegt etwa vier Kilometer südwestlich des Stadtzentrums von Saumur in der Saumurois. Umgeben wird Distré von den Nachbargemeinden Rou-Marson im Norden und Nordwesten, Saumur im Norden und Nordosten, Varrains im Nordosten, Bellevigne-les-Châteaux mit Chacé im Osten und Südosten, Artannes-sur-Thouet im Süden und Südosten, Le Coudray-Macouard im Süden, Courchamps im Südwesten sowie Les Ulmes im Westen.
Durch die Gemeinde führt die frühere Route nationale 147 (heutige D347).

## Bevölkerungsentwicklung
| Jahr                       | 1962 | 1968 | 1975 | 1982 | 1990 | 1999 | 2006 | 2018 |
| Einwohner                  | 792  | 831  | 983  | 964  | 1098 | 1217 | 1363 | 1723 |
| Quellen: Cassini und INSEE |      |      |      |      |      |      |      |      |

## Sehenswürdigkeiten

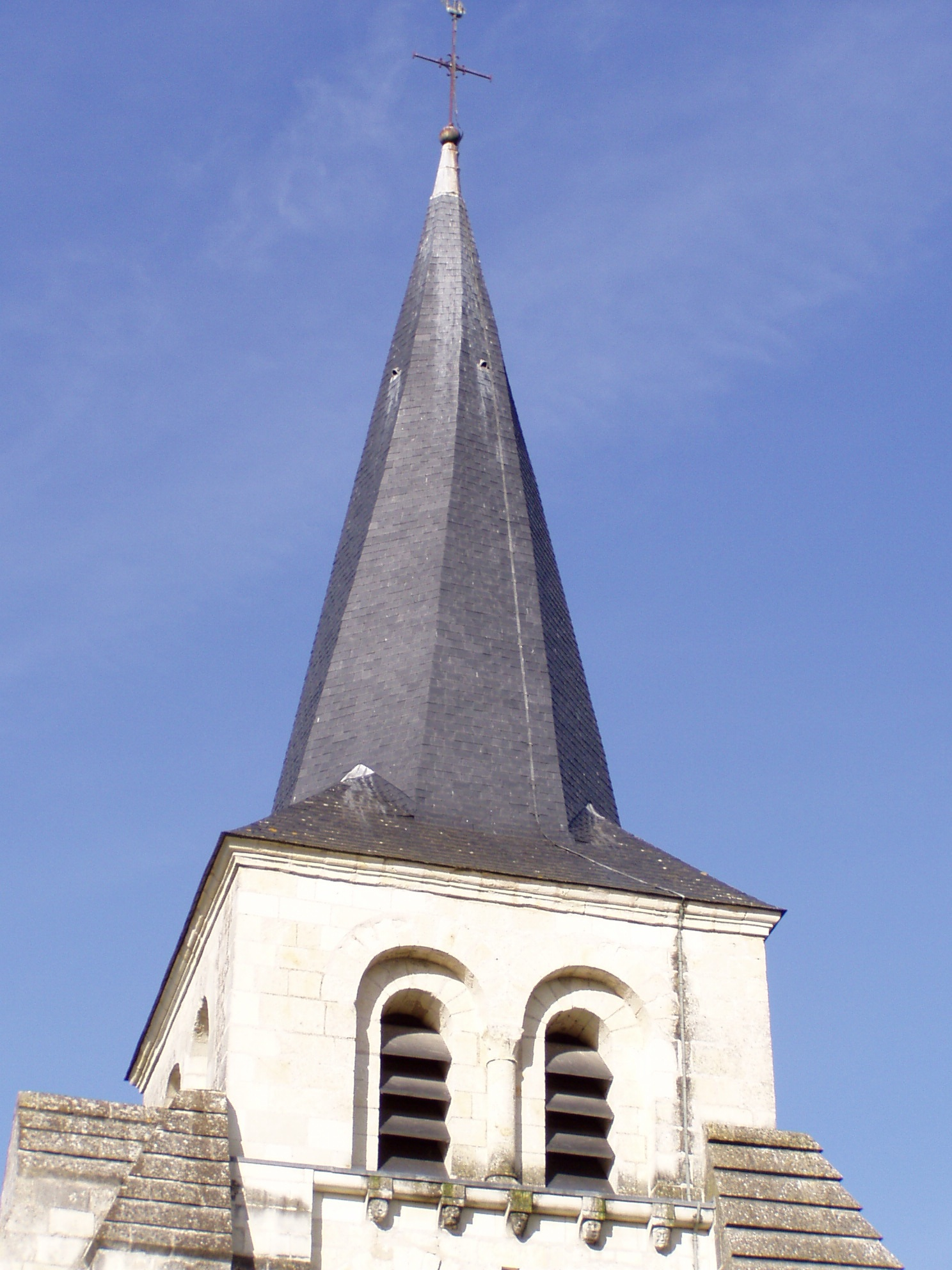
Glockenturm der Kirche Saint-Julien

Siehe auch: Liste der Monuments historiques in Distré
- Dolmen La Vacherie, seit 1976 Monument historique
- Megalithkomplex von La Chênaie (französisch L' ensemble mégalithique de la Chênaie) im Bois de la Chenaise, seit 1975 Monument historique
- Kirche Saint-Julien aus dem 11./12. Jahrhundert, seit 1914 Monument historique
- Kirche Notre-Dame in Chétigné, seit 1963 Monument historique
- Schloss Pocé

## Weinbau
Die Reben in Distré gehören zum Weinbaugebiet Anjou.